# تدريب وشهادات أبل
تدريب وشهادات أبل، (بالإنجليزية: Apple Training and certification)‏ ، هي الشهادات المهنية لمنتجات شركة أبل تمنح عبر برامج تدريبة فنية لمتخصصي تكنولوجيا المعلومات، وللذين يديرون إدارات معقدة وشبكات ومنصات تشمل -نظام التشغيل- أو إس أكس (OS X). وهي مصممة لخلق مستوى عال من الكفاءة الفنية بين فنيي الخدمة ماكنتوش، ودعم مكتب المساعدة والدعم الفني ومسؤولي النظام والمستخدمين المحترفين. تقدم امتحانات شركة أبل في مراكز التدريب المرخص لها في جميع أنحاء العالم، مع اختيار الامتحانات على شبكة الإنترنت. يحصل المتدرب على مسمى (معتمد أبل) بجانب أسم الشهادة الممنوحة له من قبل شركة أبل.

## فوائد ومزايا
لشهادة أبل عدة فوائد ومزايا منها:
- تقدير الخبرات الفنية الخاصة بك.
- الرؤية المستقبلية للسوق التنافسية.
- تسجيل الشهادات المدرجة من أبل ضمن شهادات المعتمدين.
- شهادة شخصية.
- شهادة شعار أبل.

## البرامج والشهادات

نظام تشغيل ماك أو إس

### متخصصي تكنولوجيا المعلومات

#### شهادات (نظام التشغيل) أو إس إكس
تم تصميم شهادات -نظام التشغيل- أو إس إكس أبل لمتخصصي تكنولوجيا المعلومات الذين:
- يريديون أن يعرفوا عن كيفية إضافة ماك إلى ويندوز أو غيرها من الشبكات القائمة على المعايير.
- يدعمون المستخدمين بنظام التشغيل إكس في الأعمال التجارية، ومؤسسات التعليم أو المناطق التعليمية.
- شبكات أنظمة نظام التشغيل أو إس إكس في المنظمة - على سبيل المثال، المدرس أو أخصائي التكنولوجيا الذي يدير شبكات الفصول الدراسية أو مختبرات الحاسوب.
- يديرون إدارات معقدة، وشبكات المنصات المتعددة والتي تشمل أنظمة نظام التشغيل أو إس إكس.

وتقدم امتحانات شركة أبل في مراكز التدريب المرخص لها في جميع أنحاء العالم، مع اختيار الامتحانات على شبكة الإنترنت أيضا كما هو موضح أدناه:
شهادة - نظام التشغيل - أو إس إكس كابيتان:
| تدريب وشهادات أبل                        |                                                      |                       |                                  |
| شهادة - نظام التشغيل - أو إس إكس كابيتان |                                                      |                       |                                  |
| الشهادات                                 | الامتحانات المطلوبة                                  | امتحان اجتياز التقييم | التحضيرات الموصى بها             |
| شهادة أبل المعتمدة - ماك تكامل 10.11     | - أساسيات ماك التكامل 10.11 - متاح على شبكة الإنترنت | 85٪                   | أساسيات ماك التكامل 10.11 (دليل) |

#### شهادة ACMT
شهادة فني ماك المعتمد من أبل (ACMT) ، (بالإنجليزية: Apple Certified Mac Technician (ACMT) Certification)‏ ، هي شهادة تتحقق القدرة على أداء استكشاف الأخطاء سواء المكتبية أوالأساسية وإصلاحها وإصلاح أنظمة ماكنتوش المحمولة، مثل آي ماك وماك بوك برو. امتحانات شهادة ACMT تأكد على تحديد وحل مشاكل نظام التشغيل -ماك أو إس أكس- Mac OS X المشترك، واستخدام خدمة ومنتجات وممارسات أبل، ودعم إصلاح فعال لأجهزة أبل.
شهادة فني ماك (ACMT) للفنيين العاملين لدى أبل ومزودي الخدمة المرخص لهم (AASP) أو الذاتية كحساب الخدمات (SSA)، أو للأشخاص الذين اثبتوا معرفتهم بخدمة ودعم المهارات على مستوى فني. وللأشخاص غير المستخدمين من قبل AASP أو SSA، شهادة ACMT تحقق لهم المهارات والمعارف التي قد يتطلبها صاحب العمل المحتمل، مثل تجزئة أبل أو هيئة الخدمة الذاتية مثل النظام المدرسي. مع ملاحظة أن شهادة ACMT في حد ذاته لا ترخص للفني القيام بإجراء إصلاحات على منتجات أبل.
شهادة معاون أبل المعتمد - إدارة أساسيات ماك 10.10:
| تدريب وشهادات أبل                                         |                                                                                      |                | |
| شهادة معاون أبل المعتمد - إدارة أساسيات ماك 10.10         |                                                                                      |                | |
| الشهادات                                                  | الامتحانات المطلوبة                                                                  | اجتياز التقييم | التحضيرات الموصى بها                                                                                       |
| شهادة معاون أبل المعتمد - أساسيات إدارة ماك 10.10         | - أساسيات إدارة ماك 10.10 - متاح على شبكة الإنترنت                                   | 84%            | أساسيات إدارة ماك 10.10 (دليل)                                                                             |
| شهادة معاون أبل المعتمد - أساسيات إدارة ماك 10.10 (تكامل) | - أساسيات ماك التكامل 10.10 - متاح على شبكة الإنترنت                                 | 85٪            | أساسيات ماك التكامل 10.10 (دليل)                                                                           |
| معتمد أبل الدعم الاحترافي ACSP - 10.10                    | - أساسيات دعم أو إس أكس 10.10 - الامتحان - متوفر فقط في مراكز التدريب أبل المرخص لها | 73%            | - دورة يوسمايت 101 - دليل إعداد الامتحان                                                                   |
| معتمد أبل منسق فني ACTC - 10.10                           | - امتحان ACTC إعادة التأهيل - متوفر فقط في مراكز التدريب أبل المرخص لها              | 76%            | اختر واحدا: - دورة يوسمايت 101 - دورة ويوسمايت 201 - برنامجين يوسمايت 101 + 201 ACTC - دليل إعداد الامتحان |

### الإبداع والاحتراف

#### شهادة تطبيق الإنتاجية
أكمال امتحان شهادة تطبيق الإنتاجية الخاص بشركة أبل يؤهل الدارس من ان يصبح معتمد أبل من الفئة الاحترافية.
| شهادة تطبيق الإنتاجية                 |                                    |                                                |
| الشهادات                              | الامتحانات المطلوبة                | التحضيرات الموصى بها                           |
| معتمد أبل من الفئة الاحترافية - صفحات | صفحات نهاية امتحان العضو (9L0-903) | - الصفحات، أرقام، ورئيسي - إعداد دليل الامتحان |
| معتمد أبل من الفئة الاحترافية - رئيسي | صفحات نهاية امتحان العضو (9L0-904) | - الصفحات، أرقام، ورئيسي - إعداد دليل الامتحان |
| معتمد أبل من الفئة الاحترافية - أرقام | صفحات نهاية امتحان العضو (9L0-905) | - الصفحات، أرقام، ورئيسي - إعداد دليل الامتحان |

#### شهادة تطبيقات برو
تطبيقات أبل الاحترافية، هي معيار الصناعة للمصورين والمحررين ولمصممي الصوت، والمؤثرات البصرية وفنانين الوسائط المتعددة. تتوفر الشهادات لـ Final Cut برو، برو المنطق، والحركة.
امتحانات شهادات أبل متوفرة بالعديد من اللغات. حتى لو كانت AATC لا تقدم دورات محلية، فإنه يمكن أن تتوفر امتحانات مترجمة.
شهادة تطبيق الإنتاجية:
| شهادة تطبيقات برو                    |                             |                                                                           |
| شهادة                                | الامتحانات المطلوبة         | التحضيرات الموصى بها                                                      |
| معتمد أبل برو - X Final Cut Pro      | X Final Cut Pro الامتحان    | - Final Cut Pro أكس الاحترافية، ما بعد الإنتاج - دليل إعداد الامتحان      |
| معتمد أبل برو - Final Cut Pro X 10.2 | امتحان Final Cut Pro X 10.2 | - Final Cut Pro أكس 10.2 الاحترافية، ما بعد الإنتاج - دليل إعداد الامتحان |
| معتمد أبل برو - Logic Pro X          | امتحان Logic Pro X          | - Logic Pro X - دليل إعداد الامتحان                                       |
| معتمد أبل برو - Logic Pro X 10.1     | امتحان Logic Pro X 10.1     | - Logic Pro X - دليل إعداد الامتحان                                       |

## قائمة برامج شهادات أبل
| تدريب وشهادات أبل                |                                                         |                      |                                           |
| قائمة برامج شهادات أبل           |                                                         |                      |                                           |
| الأجهزة                          | المدربين ومراكز التدريب                                 | الشهادات البرمجيات   | شهادات ماك أو إس أكس وتكنولوجيا المعلومات |
| فني معتمد أبل ماكنتوش (ACMT).    | مدرب أبل معتمد (ACT).                                   | معتمد أبل برو        | معتمد أبل الدعم الاحترافي (ACSP)          |
| فني سطح المكتب معتمد أبل (ACDT). | مراكز التدريب المعتمدة من أبل (AATCs).                  | اللون.               | منسق فني معتمد من أبل (الوكالة)           |
| فني المحمول معتمد أبل (ACPT).    | مراكز التدريب في مجال التعليم المعتمدة من أبل (AATCEs). | دي في دي ستوديو برو. | معتمد أبل إدارة النظام (ACSA)             |
|                                  | مركز التدريب المعتمد من أبل (AATC)                      | إدارة الألوان.       | أخصائي أبل معتمد (ACS)                    |
|                                  |                                                         | الحركة               | معتمد أبل إدارة وسائل الإعلام (ACMA)      |
|                                  |                                                         | ستوديو القص النهائي  | مسؤول Xsan 2                              |
|                                  |                                                         | معتمد أبل ماستر برو  |                                           |
|                                  |                                                         | الصوت برو            |                                           |

## وصلات خارجية
- برامج وشهادات أبل - الموقع الرسمي
- تسجيل شهادة محترفي أبل